# Gilbert Louis
Gilbert Louis (ur. 31 maja 1940 w Champsecret) – francuski duchowny katolicki, biskup Châlons w latach 1999–2015.

## Życiorys
Święcenia kapłańskie otrzymał 11 lipca 1965.

## Episkopat
1 marca 1999 papież Jan Paweł II mianował do biskupem ordynariuszem diecezji Châlons. Sakry biskupiej udzielił mu 11 kwietnia 1999 ówczesny arcybiskup Lyonu – Louis-Marie Billé.
23 grudnia 2015 przeszedł na emeryturę, jego następcą został ogłoszony ksiądz François Touvet.